# 4 Bilhões de Infinitos
4 Bilhões de Infinitos é um curta-metragem brasileiro de 2020, escrito e dirigido por Marco Antônio Pereira. Ambientado no sertão de Minas Gerais, o filme é o quarto de uma série de cinco curtas realizados por Marco Antônio Pereira na cidade de Cordisburgo. O filme teve sua estreia mundial na competição nacional de curta-metragens do Festival de Cinema de Gramado. Por conta da pandemia de COVID-19, o festival ocorreu através de transmissões ao vivo no Canal Brasil. Posteriormente, o filme foi exibido e premiado em diversos festivais de cinema do Brasil e do exterior, como o Festival de Cinema de Vitória e o Festival de Curtas de Hamburgo, na Alemanha, onde teve sua estreia internacional. O filme foi ainda premiado na Mostra de Cinema de Tiradentes de 2021. A antologia de curtas realizados por Marco em Cordisburgo segue com os títulos A Retirada Para Um Coração Bruto, Alma Bandida e Teoria Sobre um Planeta Estranho.[carece de fontes?]

## Sinopse
No Brasil de 2020, após a morte do pai, uma família vive com a energia de casa cortada. Enquanto a mãe trabalha, seus filhos ficam em casa e conversam sobre ter esperança.